# Petar Preradović
Petar Preradović, född 19 mars 1818 i Grabrovnica, död 18 augusti 1872 i Fahrafeld, var en kroatisk författare och general i Österrike-Ungerns krigsmakt.

## Biografi
Preradović föddes i Grabrovnica vid Pitomača i dåvarande kejsardömet Österrike, nuvarande Kroatien. Han blev överste vid ett kroatiskt regemente och senare general. Preradović var farfar till författaren Paula von Preradović.

## Författarskap
Petar Preradović inledde sin litterära verksamhet på tyska 1834–1843 men påverkades av den illyriska rörelsen och övergick till kroatiska. Han vann framgång redan med en av sina första dikter, den allegorisk-patriotiska sången Zora puca, bit će dana (Solen gryr, det börjar dagas), 1844. Till detta skede hör det symboliska poemet Putnik (svensk översättning "Färdemannen" av Alfred Jensen i "Ny illustrerad tidning" 1891) och Braća (Bröderna) om splitet mellan serber och kroater. Hans första diktsamling, Prvienci, utkom 1846 (ny upplaga 1851, "Nove pjesme").
Bland Preradovićs övriga patriotiska dikter märks hyllningskvädena Nikoli Zrinjskomu, Spomenik Jelačića bana och Pjesma Strossmayeru samt sonettcykeln Milim pokojnikom till erinran om 30 hädangångna kroater och serber. År 1852 publicerade han den dramatiserade hjältedikten Marko Kraljević och något senare skådespelet Vladimir i Kosara (som libretto till en opera). Ofullbordade blev den poetiska berättelsen Lopudska sirotica (Den föräldralösa flickan från ön Lopud, ett dalmatiskt Hero och Leander-motiv, behandlat av bland andra Paul Heyse) och den religionsfilosofiska hjältedikten Pustinjak (Eremiten).
Efter 1849 års politiska tilldragelser hängav Preradović sig åt spiritismen, och hans reflexionslyrik fick en mystisk, slavofil anstrykning, som starkt framträder i många dikter, till exempel Smrt i zemaljski raj (Döden och det jordiska paradiset), Zvanje Slavjanstva (Slavernas uppgift) och Duh slavjanski (Den slaviska anden). Den religiösa dikten Prvi ljudi (1862, De första människorna) är ett förhärligande av den osinnliga kärleken, delvis i John Miltons anda. Preradovićs samlade dikter utgavs 1873 (med inledningar av Tornski och Marković), valda dikter 1890 med inledning av Milivoj Šrepel.